# Eucalyptus expressa
Eucalyptus expressa é uma espécie de eucalipto nativa do noroeste da Austrália.

## Fotos

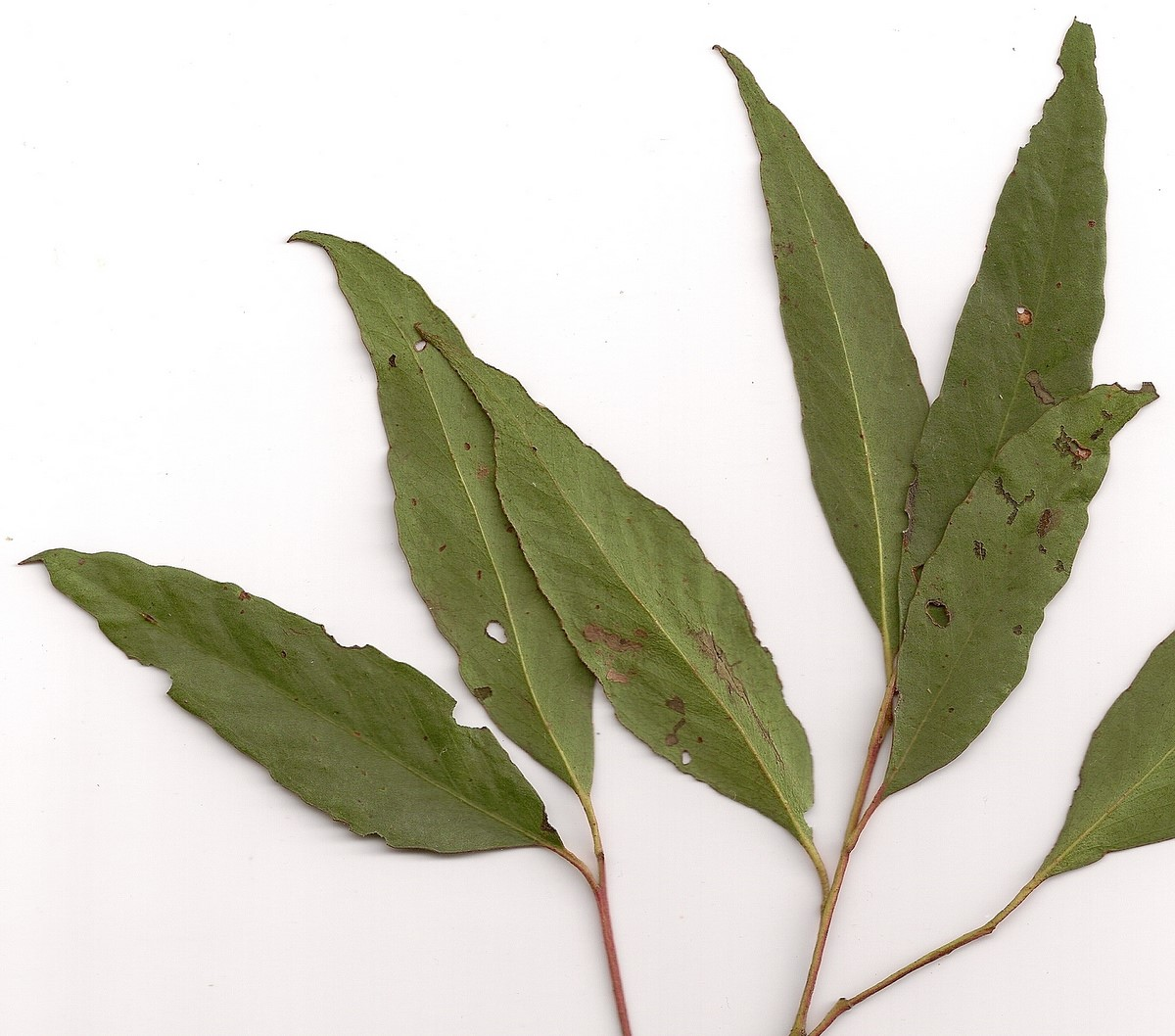
olhas afiadas onduladas
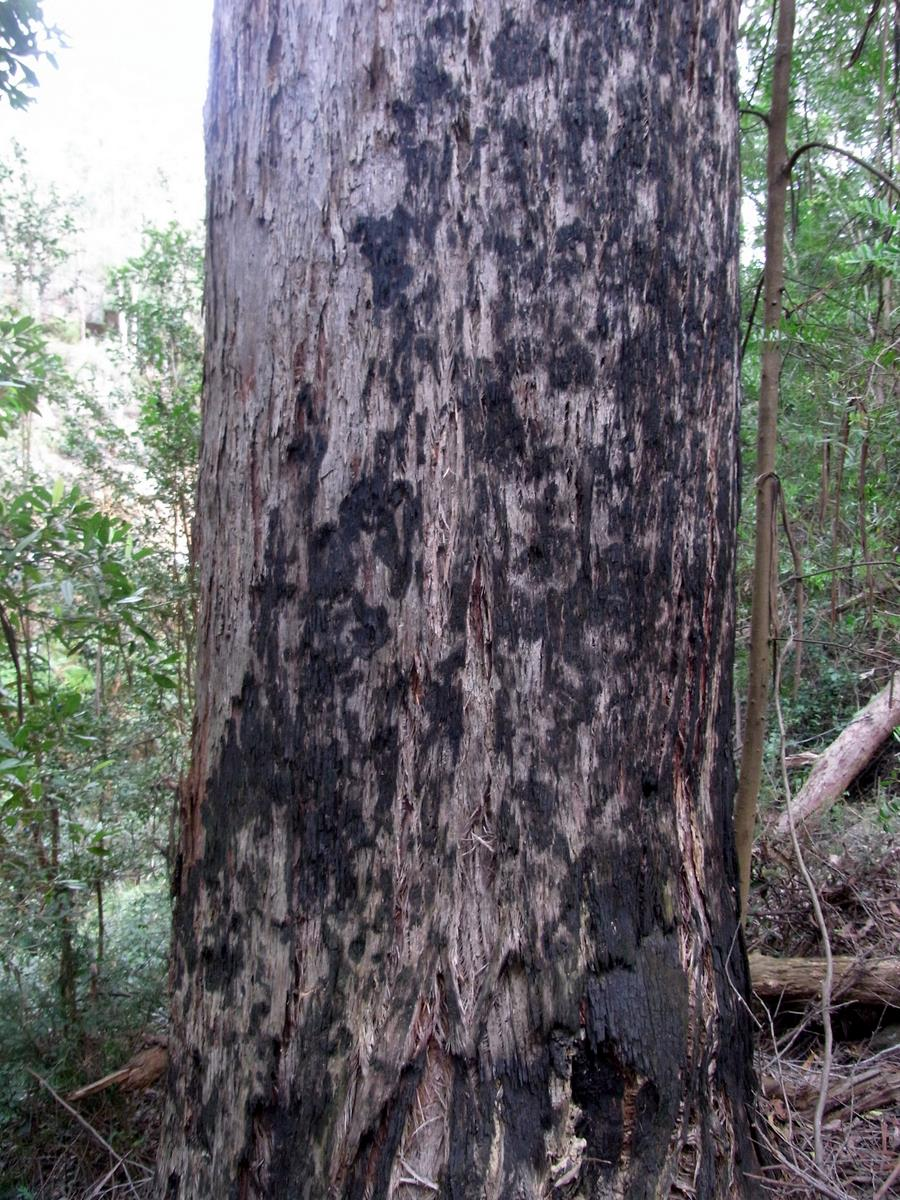
detalhe do tronco
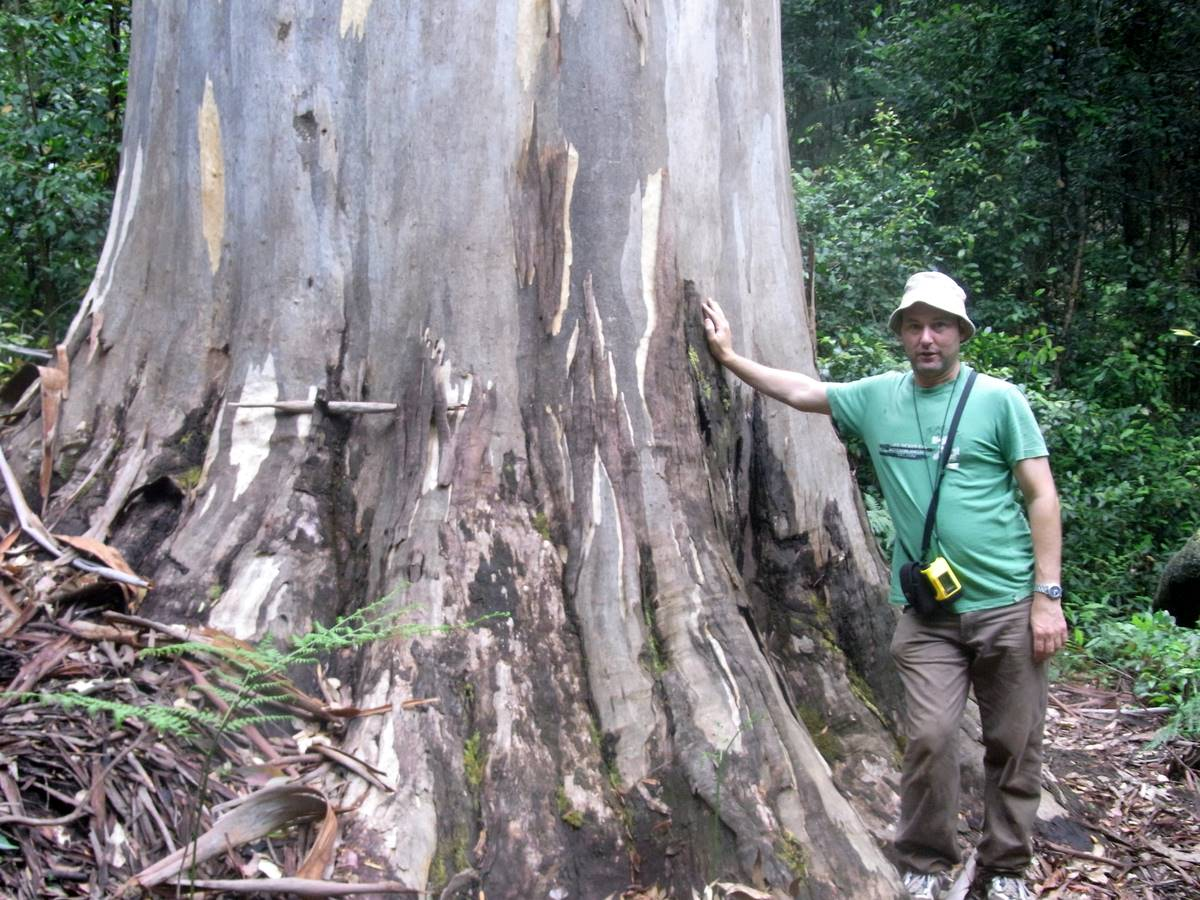
Dean Nicolle um dos cientistas que descreveram a árvore